# Rhynchospora luetzelburgiana
Rhynchospora luetzelburgiana är en halvgräsart som beskrevs av Georg Kükenthal. Rhynchospora luetzelburgiana ingår i släktet småag, och familjen halvgräs. Inga underarter finns listade i Catalogue of Life.